# Vlatko Glavaš
Vlatko Glavaš (* 2. September 1962 in Bugojno) ist ein ehemaliger bosnischer Fußballspieler. Glavaš ist seit Juli 2007 im Besitz der UEFA-Pro-Lizenz. Damit ist er berechtigt auf der ganzen Welt, auch in den höchsten Spielklassen, als Fußballlehrer tätig zu sein.

## Karriere
Glavaš spielte von 1981 bis 1991 in seiner Heimat bei Iskra Bugojno, ehe er nach Deutschland zu Rot-Weiss Essen wechselte. Nach einem Jahr unterschrieb er einen Vertrag beim Zweitligisten Wuppertaler SV, für den der Mittelfeldspieler 23 Partien absolvierte. Bereits ein Jahr später wechselte er zu Fortuna Düsseldorf, mit denen er den Durchmarsch von der dritten in die erste Liga schaffte. Besonders während der Zweitligasaison 1994/95 zeigte Glavaš bei Düsseldorf starke Leistungen und erzielte in 32 Partien zehn Tore. 1997, nach zwei Jahren in der Bundesliga (36 Spiele, 3 Tore), verließ er den Verein wieder und ging für ein Jahr nach Kroatien zu NK Osijek. 1998 kam er in seiner letzten Saison wieder zurück nach Deutschland zum Wuppertaler SV, mit denen er zum Karriereende wegen Lizenzentzug aus der Regionalliga absteigen musste.
Glavaš blieb zunächst als Co-Trainer beim Wuppertaler SV. In der Saison 2000/01 trainiert er den SV Sodingen, danach die Sportfreunde Baumberg. In der Saison 2005/06 trainierte er TuRU Düsseldorf, wurde allerdings zur Winterpause entlassen.
Parallel dazu war Glavaš von 2002 bis 2007 Assistenztrainer der bosnisch-herzegowinischen Nationalmannschaft. Von September 2009 bis Dezember 2009 trainierte er den bosnischen Erstligisten FK Olimpik Sarajevo, mit dem er sich in kürzester Zeit aus den Abstiegsrängen verabschiedete und die Mannschaft im oberen Mittelfeld etablierte. Aus privaten Gründen verließ er jedoch denn Verein. Zum Beginn der Rückrunde 2010 übernahm Vlatko Glavaš den renommierten bosnischen Traditionsverein FK Sloboda Tuzla, welcher sich ebenfalls in der bosnischen Ersten Liga befand. Dort arbeitete er knapp elf Monate und pausierte anschließend für anderthalb Jahre. 2012 betreute Glavaš dann kurzzeitig NK Čelik Zenica und NK Vinogradar Lokošin Dol. Seitdem ist kein neuer Arbeitgeber mehr bekannt.